# 田中真紀子長女記事出版差し止め事件
田中真紀子長女記事出版差し止め事件（たなかまきこちょうじょきじしゅっぱんさしとめじけん）とは田中真紀子の長女の記事を掲載した週刊文春が2004年3月17日に出版されるのに対し、差し止めの仮処分が行われたことによる事件。

## 概要
週刊文春に掲載された田中真紀子の長女の離婚に関する記事は長女のプライバシーを侵害しているとして、長女の意向によって出版前日の2004年3月16日、出版元の文藝春秋に東京地裁（鬼沢友直裁判官）に出版差し止めの仮処分の申請が出され、仮処分が認められる。問題の雑誌はすでに74万部が出荷されていたため、残りの出荷予定であった約3万部の出荷を止めた。大手出版社の週刊誌の差し止めと有名人の長女の問題ということが話題になった。仮処分前に多くの本が流通ルートに乗っており、仮処分にすでに出荷された本に関する言及がなかったために回収はされず、注目されてかえって本が売れるという現象が起こり、仮処分による長女側の利益はあまりなかったとされる。
文春は東京地裁に異議を申し立てた。だが、3月19日、東京地裁はそれを退け、改めて仮処分命令を維持する決定を出した。文春は東京高裁に抗告。3月31日、東京高裁（根本真裁判長）は記事に公共性がないことと長女のプライバシー侵害を認めるも、被害が重大で著しく回復困難とはいえず後の訴訟で回復可能として仮処分を取り消した。
なお、仮処分が有効だった頃、一部の広告媒体が長女のプライバシーに関する広告記事を削除したり、一部の図書館が問題の記事を閲覧できなくする処置をとっていた。
田中真紀子はこの件に関しノーコメントを通した。

### 出版差し止めに関する意見
出版差し止めに賛成する意見
- 長女は（私人ゆえに）政治家の親族であることを前提とした活動を行っていない。
- 一度出版されてしまうと、プライバシーが周知に知られてしまい、それを止めることができない。

出版差し止めに反対する意見
- 日本政界には政治家の子供が政治家を継ぐ世襲が広く浸透している（ただし、田中真紀子の長女は政治活動を行っていない）。
- このような差し止めは密室による国家の事前検閲につながり、国民の知る権利に反する(判例上、裁判所による事前差止めは、司法権によるものであるから、日本国憲法21条2項によって絶対的に禁止される検閲にはあたらず、表現の自由に対する事前抑制として合憲性が判断されると解されている)。